# Matylda Buczko
Matylda Buczko est une actrice australienne connue pour avoir joué Dorothée Doutey dans la série télévisée Grand Galop en 2003 (saison 2).

## Filmographie
- 2003 : Grand Galop : Dorothée
- 2004 : Fergus McPhail : Tracey Dee
- 2004 : Coups de génie : Nikki Bailey
- 2007 : Happy Sundaes : Ashley
- 2010 : Summer Bay : Mink Carpenter